# Yuki Abe
Yuki Abe (n. 6 septembrie 1981) este un fotbalist japonez.

## Statistici
| Japonia | Japonia | Japonia |
| An      | Meciuri | Goluri  |
| ------- | ------- | ------- |
| 2005    | 5       | 0       |
| 2006    | 8       | 1       |
| 2007    | 11      | 1       |
| 2008    | 9       | 0       |
| 2009    | 8       | 1       |
| 2010    | 9       | 0       |
| 2011    | 3       | 0       |
| Total   | 53      | 3       |